# Listă de filme românești din 2008
Aceasta este o listă de filme românești din 2008:
| Dată premieră | Film                         | Regizor              | Distribuție                                                                               |
| ------------- | ---------------------------- | -------------------- | ----------------------------------------------------------------------------------------- |
| 22 februarie  | Legiunea străină             | Mircea Daneliuc      | Oana Piecniță, Cătălin Paraschiv, Radu Iacoban                                            |
| 7 martie      | Restul e tăcere              | Nae Caranfil         | Marius Florea Vizante, Florin Zamfirescu, Ovidiu Niculescu, Mirela Zeța                   |
| 14 martie     | Un acoperiș deasupra capului | Adrian Popovici      | Mara Nicolescu, Gabriela Butuc                                                            |
| 28 martie     | Cocoșul decapitat            | Radu Gabrea          | David Zimmerschied (Germania), Alicja Bachleda-Curus (Polonia), Ioana Iacob, Axel Mustață |
| 11 aprilie    | Supraviețuitorul             | Sergiu Nicolaescu    | Sergiu Nicolaescu, Vladimir Găitan, George Mihăiță, Jean Constantin                       |
| 25 aprilie    | Poveste de cartier           | Theodor Halacu-Nicon | Sorinel Copilul de Aur, Jean de la Craiova, Monica Merișan                                |
| 4 mai         | Dincolo de America           | Marius Barna         | Daniela Nane, Mihai Stănescu                                                              |
| 15 august     | Oglinzi malefice             | Alexandre Aja        | Kiefer Sutherland, Aida Doina, Ioana Abur                                                 |
| 5 septembrie  | Călătoria lui Gruber         | Radu Gabrea          | Florin Piersic Jr., Marcel Iureș                                                          |
| 19 septembrie | Boogie (30 și ceva)          | Radu Muntean         | Dragoș Bucur, Anamaria Marinca                                                            |
| 17 octombrie  | Schimb valutar               | Nicolae Mărgineanu   | Cosmin Seleși, Aliona Munteanu                                                            |
| 17 noiembrie  | Nunta mută                   | Horațiu Mălăele      | Alexandru Potocean                                                                        |
|               | Luna verde                   | Alexa Visarion       | Maia Morgenstern, Ana Ularu, Răzvan Vasilescu, Cătălina Mustață                           |
|               | Tache                        | Igor Cobileanski     | Mircea Diaconu                                                                            |

- Boogie (30 și ceva), de Radu Muntean
- Supraviețuitorul, de Sergiu Nicolaescu
- Marilena, de Mircea Daneliuc
- Legiunea străină, de Mircea Daneliuc - IMDB
- Elevator, de George Dorobanțu
- Dincolo de America, de Marius Barna - IMDB
- Schimb valutar, de Nicolae Mărgineanu - IMDB
- Nuntă mută, de Horațiu Mălăiele - IMDB[1]
- A fost odată în Transilvania, de Manuela Morar - CineMagia
- Poveste de cartier - IMDB
- Călătoria lui Gruber, de Radu Gabrea - IMDB

Filme de televiziune
- Gala (serial), de Ionel Popescu - IMDB
- 17 - o poveste despre destin (serial), de Theodor Halacu-Nicon - IMDB
- Anticamera (serial), de Cătălin Bugean, Florin Călinescu și Claudiu Perusco - IMDB
- Serviciul Omoruri (serial), de Valentin Hotea - IMDB
- Vine poliția! (serial), de Phil Ramuno - IMDB
- Arestat la domiciliu (serial), de Mihai Brătilă, Anca Colteanu, Radu Grigore, Phil Ramuno - IMDB
- Îngerașii (serial), de Vladimir Anton, Mihai Brătilă, Bogdan Dumitrescu - IMDB
- Regina (serial), de Iura Luncașu

Filme de scurt metraj
- Fața galbenă care râde, de Constantin Popescu - IMDB
- O zi bună de plajă, de Bogdan Mustață
- Dănuț pleacă pe vapor, de Radu Potcoavă - IMDB
- Târziu, de Paul Negoescu - IMDB
- Scurtă plimbare cu mașina, de Paul Negoescu - IMDB
- Megatron, de Marian Crișan - IMDB
- Dreamer, de Paul Sorin Damian - IMDB
- Dulciuri nocturne, de Ilinca Neagu - IMDB
- Zombie infectors 3, de Nicolae Constantin Tănase - CineMagia

Documentare
- Podul de Flori, de Thomas Ciulei[2] - IMDB